# Bandera del estado Yaracuy
La bandera del Estado Yaracuy se divide en tres franjas oblicuas desiguales. Una, de color rojo, simboliza el espíritu indómito de los indígenas que poblaron estas tierras, que lucharon con gran voluntad contra la invasión española, y el de los hombres que lucharon para lograr la autonomía que hizo posible la creación de la provincia de Yaracuy, en 1855.
La franja azul, conjuntamente con los colores amarillo y rojo, simbolizan el respeto colectivo por nuestra bandera nacional, y los recursos hidrológicos que dispone el territorio nacional.
El círculo en el centro, con los colores amarillo, azul y verde; significa el sol, el cielo y la tierra. Una trilogía que se conjuga para exaltar las riquezas naturales del estado; y proyectar, ante el país y el mundo, sus potenciales privilegios y virtudes. En este círculo destaca el color amarillo del sol, que representa las riquezas del suelo y los recursos que de él se derivan; las montañas, de color marrón, junto con el verde, sintetizan la riqueza agrícola y vegetal que nos viene desde la formación de esta tierra. 
Se instalará como Día de la Bandera del Estado, el 19 de marzo, día de Yaracuy. Durante dicho día, la bandera permanecerá izada en el Palacio de Gobierno y demás edificios públicos.